# A Little Bitty Tear
A Little Bitty Tear – piosenka napisana przez amerykańskiego kompozytora country Hanka Cochrana. Po raz pierwszy utwór nagrany został w 1960 roku przez Raya Sandersa i the Anita Kerr Singers. Rok później opublikowano wersję aktora i piosenkarza Burla Ivesa.
W późniejszym czasie swoje wersje nagrali i wydali: Wanda Jackson, Bing Crosby, The Shadows (z brytyjskim producentem i aranżerem Norriem Paramorem i jego sekcją smyczkową), a także Chet Atkins i sam autor piosenki, Cochran.

## Powstanie utworu
W wywiadzie udzielonym w 1965 dla czasopisma Billboard, Cochran stwierdził, że wiele piosenek napisał jadąc samochodem do domu po pracy, m.in. „A Little Bitty Tear”. Dodał, że nic konkretnego nie było powodem stworzenia kompozycji, po prostu do głowy wpadł mu taki pomysł.

## Wersja Burla Ivesa
Singiel z jego aranżacją stał się jednym z największych sukcesów Ivesa na listach przebojów. W lutym 1962 roku piosenka dotarła do pozycji 9. w zestawieniu „Billboardu” Hot 100, a w Wielkiej Brytanii na głównej liście Official Singles Chart Top 100 utwór też znalazł się na miejscu 9.

### Listy przebojów
| Kraj | Lista                          | Pozycja | Źr.    |
| ---- | ------------------------------ | ------- | ------ |
| DE   | Single Top 100                 | 38      | [ 13 ] |
| NO   | VG-lista                       | 5       | [ 14 ] |
| GB   | Official Singles Chart Top 100 | 9       | [ 12 ] |
| US   | Hot 100                        | 9       | [ 10 ] |
| US   | Easy Listening                 | 1       | [ 15 ] |
| US   | Country Singles                | 2       | [ 16 ] |